# Туроснь-Косьцельна (гмина)
Туроснь-Косьцельна (пол. Turośń Kościelna) — сельская гмина (волость) в Польше, входит как административная единица в Белостокский повет Подляского воеводства. Население — 5832 человек (на 2011 год). Административный центр гмины — деревня Туроснь-Косьцельна.

## Демография
Данные по переписи 2011 года:
| Перепись            | Всего | Мужчины | Женщины |
| ------------------- | ----- | ------- | ------- |
| Всего               | 5832  | 2922    | 2910    |
| Городское население | 0     | 0       | 0       |
| Сельское население  | 5832  | 2922    | 2910    |

## Поселения
1. Бацюты
2. Бацюты-Колёнья
3. Барщувка
4. Бояры
5. Боровске-Циборы
6. Боровске-Гзики
7. Боровске-Михалы
8. Боровске-Ольки
9. Боровске-Скурки
10. Боровске-Выпыхы
11. Боровске-Жаки
12. Ходоры
13. Чачки-Мале
14. Чачки-Вельке
15. Добровода
16. Долки
17. Дрозды
18. Друге-Педки
19. Иванувка
20. Юрашки
21. Любейки
22. Марковщизна
23. Нецки
24. Неводница-Корыцка
25. Неводница-Косьцельна
26. Огроднички
27. Первше-Педки
28. Помигаче
29. Реки
30. Реньщизна
31. Сточки
32. Толче
33. Топилец
34. Топилец-Колёнья
35. Трыпуце
36. Туроснь-Дольна
37. Туроснь-Косьцельна
38. Залесяны
39. Завады

## Соседние гмины
1. Гмина Хорощ
2. Гмина Юхновец-Косьцельны
3. Гмина Лапы
4. Гмина Сураж